# Tokcshon
Tokcshon (hangul: 덕천시, Tokcshon-si, handzsa: 德川市, RR: Tŏkch'ŏn-si, ’erényes patak’) város Észak-Koreában, Dél-Phjongan (P'yŏngan) tartományban. A 10. század-ban alapították, Tokszongdzsin (덕성진; 德城鎭, Tŏksŏngjin) néven. 1001-től a neve Tokcsu (Tŏkchu), 1413-ban nyerte el mai nevét és emelték első alkalommal megyei rangra. emelték városi rangra.

## Földrajza
Északról az Észak-Phjongan (P'yŏngan) tartománybeli Kudzsang (Kujang), keletről Mengszan (Maengsan) és Njongvon (Nyŏngwŏn), délről Pukcshang (Pukch'ang), nyugatról Kecshon (Kaech'ŏn) határolja.
Legmagasabb pontja az 1250 méter magas Csanganszan (장안산; 長安山, Changansan).

## Közigazgatása
10 faluból (ri (ri)) és 22 tongból áll:
| - Kangan-tong (강안동; 江岸洞, Kangan-tong) - Kongvon-tong (공원동; 公園洞, Kongwŏn-tong) - Namdok-tong (남덕동; 南德洞, Namdŏk-tong) - Namszan-tong (남산동; 南山洞, Namsan-tong) - Tokszong-tong (덕성동; 德性洞, Tŏksŏng-tong) - Szamthan-tong (삼탄동; 三灘洞, Samt'an-tong) - Szangdok-tong (상덕동; 尙德洞, Sangdŏk-tong) - Szangsin-tong (상신동; 上新洞, Sangsin-tong) - Szomun-tong (서문동; 西門洞, Sŏmun-tong) - Szungni-tong (승리동; 勝利洞, Sŭngri-tong) - Sinhung-tong (신흥동; 新興洞, Sinhŭng-tong) - Jokcson-tong (역전동; 驛前洞, Yŏkchŏn-tong) - Oszan-tong (오산동; 鰲山洞, Osan-tong) - Volbong-tong (월봉동; 月峯洞, Wŏlbong-tong) - Undok-tong (은덕동; 恩德洞, Ŭndŏk-tong) - Csangszang-tong (장상동; 長上洞, Changsang-tong) | - Csenam-tong (제남동; 濟南洞, Chenam-tong) - Cshangmal-tong (창말동; 倉말洞, Ch'angmal-tong) - Cshongszong-tong (청송동; 靑松洞, Ch'ŏngsong-tong) - Cshongsin-tong (청신동; 靑新洞, Ch'ŏngsin-tong) - Hjongbong-tong (형봉동; 亨鳳洞, Hyŏngbong-tong) - Hungdok-tong (흥덕동; 興德洞, Hŭngdŏk-tong) - Kudzsang-ri (구장리; 九長里, Kujang-ri) - Namjang-ri (남양리; 南陽里, Namyang-ri) - Mucshang-ri (무창리; 武倉里, Much'ang-ri) - Szamhung-ri (삼흥리; 三興里, Samhŭng-ri) - Sinszong-ri (신성리; 新城里, Sinsŏng-ri) - Sinphung-ri (신풍리; 新豊里, Sinp'ung-ri) - Andong-ri (안동리; 安洞里, Andong-ri) - Unhung-ri (운흥리; 雲興里, Unhŭng-ri) - Csangdong-ri (장동리; 長洞里, Changdong-ri) - Phunggok-ri (풍곡리; 豊谷里, P'unggok-ri) |

## Gazdaság
Tokcshon (Tŏkch'ŏn) város gazdasága gépiparra illetve kitermelőiparra, azon belül főként szénbányászatra épül.

## Oktatás
Tokcshon (Tŏkch'ŏn) város egy gépjárműipari és három ipari egyetemnek, 36 általános és 32 középiskolának ad otthont.

## Egészségügy
A város számos egészségügyi intézménnyel rendelkezik, köztük 2 városi szintű és több tucat egyéb helyi kórházzal.

## Közlekedés
A város közutakon a szomszédos helységek felől közelíthető meg. A megye vasúti kapcsolattal rendelkezik, a a Phjongdok (P'yŏngdŏk) és a Szocshang (Sŏch'ang) vonalak része.